# Вавилов, Павел Андреевич
Павел Андреевич Вавилов (1891—1919) — революционер, большевик, профсоюзный деятель, борец за власть Советов в Поволжье, на Урале и в Сибири.

## Биография
Родился в 1891 году в деревне Перевляс Пронского уезда Рязанской губернии. Образование получил в ремесленном училище в Сапожке. В 15-летнем возрасте в поисках работы и средств существованию уехал к старшему брату в Самару. Через год переехал в Уфу, где был принят на работу слесарем в железнодорожное депо. К этому времени относится начало его революционной деятельности: он вошёл в рабочий социал-демократический кружок, распространял листовки, доставлял нелегальную литературу.
В 1911 Вавилов вступил в РСДРП(б). Вскоре он был уволен как политически неблагонадёжный. Возвратившись в Самару, при содействии своих товарищей устроился на трубочный завод. Здесь он принимал участие в работе социал-демократической организации и потребительского общества, находившегося под влиянием местных большевиков. В 1914 Вавилов входил в оргкомитет по проведению в Самаре первомайской демонстрации. Накануне её, из-за предполагаемого ареста, он вынужден был скрыться и перейти на нелегальное положение. 14 июля 1914 года в Самаре был одним из организаторов демонстрации солидарности с рабочими Бакинских предприятий. В самом начале Первой мировой войны он был арестован, но вскоре освобождён ввиду отсутствия против него прямых улик. По распоряжению администрации с завода был уволен. Вернулся в Уфу, где его призвали в армию и направили на фронт.
После Февральской революции возвратился в Уфу, вновь поступив на работу в железнодорожное депо. В августе 1917 года на съезде дорожных рабочих в Самаре Вавилов был избран председателем Главного комитета Самаро-Златоустовской железной дороги. После Октябрьской революции Вавилов стал комиссаром дороги, членом Самарского губисполкома и горкома РКП(б).
Весной 1918 участвовал в организации сопротивления восставшим чехословацким войскам, входил в военно-революционный штаб, с отрядом красногвардейцев защищал подступы к железнодорожному вокзалу. Был пленён, вместе с другими арестованными отправлен сначала на станцию Креш, а через две недели в тюремном поезде смерти — в Сибирь, в Омск, где всех поместили в концентрационный лагерь для военнопленных. При помощи местных большевиков совершил побег и остался на подпольной работе в Омске.
Вавилов участвовал во Второй Сибирской подпольной партийной конференции большевиков в Томске, был избран в состав Сибирского областного комитета; являлся руководителем военно-революционного штаба; проводил большую организационную работу по подготовке антиколчаковских восстаний 22 декабря 1918 и 1 февраля 1919 в Омске. Ночью 1 февраля он проник в казармы Новониколаевского полка с целью поднять солдат на восстание, но был арестован. По дороге бежал. Сразу после побега Вавилов принимал участие в подготовке новой партконференции, которая состоялась в Омске 20-21 марта 1919. Вскоре после неё, 2 апреля, он и ряд других большевиков были арестованы и после допросов и пыток расстреляны 18 апреля 1919 года.

## Память
- Одна из улиц Омска названа им. Вавилова.
- В его честь названа улица в Уфе (бывшая Госпитальная)[1].
- Станция Аша Куйбышевской железной дороги его честь носила название «Вавилово» с 1919 по 1960 г[2].